# Austrolimnophila schunkeana
Austrolimnophila schunkeana är en tvåvingeart som beskrevs av Alexander 1948. Austrolimnophila schunkeana ingår i släktet Austrolimnophila och familjen småharkrankar.
Artens utbredningsområde är Peru. Inga underarter finns listade i Catalogue of Life.